# Śauraseni
El śauraseni (o shauraseni) es una lengua prácrita usada como lengua principal en el drama en los reinos septentrionales de la India medieval. La mayor parte de los documentos proceden de los siglos III a X d. C, aunque como lengua coloquial puede haberse dejado de usar hacia el siglo V d. C. Fue la lengua habitual en el antiguo reino de Śūrasena entre el siglo V y el siglo III a. C., después continuó usandose en una región aunque experimentaría ciertos cambios respecto a la forma registrada por escrito. Sus descendientes modernos incluyen las diversas variedades de hindi, otras variedades inodarias centrorientales, el idioma indostánico que se basa en el diarlecto khariboli y el panyabí.
Los acharyas jainistas de la secta Digambara escribieron sus obras en śauraseni. Satkhandagama y Ksyaayapahud son dos de las épicas jainistas principales escritas en śauraseni.